# Seznam nosilcev bronaste medalje Slovenske vojske
Seznam nosilcev bronaste medalje Slovenske vojske.

## Seznam
(datum podelitve - ime)
- 16. maj 1993 - Vladislav Amič - Andrej Bauman - Andrej Beljan - Ciril Belšak - Viktor Brglez - Janez Brlogar - Renata Brodnik - Stanko Budija - Tadej Burgar - Ivan Črnkovič - Janez Červek - Jože Čibej - Franc Debevc - Milivoj Dolščak - Janez Drevenšek - Florijan Erjavec - Zlato Erzin - Drago Ficko - Štefan Flisar - Igor Franko - Niko Glavatovič - Sašo Golobič - Janez Gologranc - Srečko Gorišek - Vojko Grunfeld - Samo Hajtnik - Jože Hočevar - Božidar Horaček - Andrej Jarni - Alojz Jehart - Anton Jesenko - Martin Jugovec - Zoran Justin - Branko Keber - Bojan Klančnik - Andrej Kocbek - Blaž Kojudžič - Roman Kolar - - Slavko Korče - Danilo Korče - Janko Koren - Franc Korošec - Božidara Kos - Anton Kosi - Janko Kovač - Alojz Kovačič - Mirjana Kovačič - Valentin Kovič - Anton Kresal - Zdenka Krese - Jože Kržič - Bojan Kuntarič - Damjan Lah - Ivan Lokovšek - Sandi Lavrih - Stanko Lebar - Karlo Lemut - Karel Lipič - Miodrag Ljubojevič - Vinko Majcen - Bogdan Mali - Alojz Matičič - Janez Merc - Viktor Mihelčič - Zmago Miklič - Anton Mrvar - Zvonko Murko - Bojan Mušič - Jože Novak - Mira Obradovič - Vojko Obrulj - Benjamin Pavlič - Vojko Pavlin - Anton Podplatnik - Bojan Pograjc - Ester Pograjc - Ivan Požek - Božidar Preskar - Milan Pristov - Franci Pulko - Miro Puppis - Niko Purnat - Atilio Radojkovič - Bojan Rajh - Jože Rancinger - Boris Redling - Stanislav Rupnik - Anton Slana - Marjan Stanič - Zdravko Strniša - Franc Šajn - Stojan Škapin - Alojzij Šparovec - Tomaž Štebe - Aleksander Štular - Mirko Tavčar - Tatjana Tavčar-Krivec - Miro Terbovc - Davorin Tomažin - Gorazd Tomič - Ivan Turk - Leon Tušar - Predrag Trkulja - Marjan Tušek - Albin Valentinčič - Zvone Vatovec - Anton Vesolak - Franc Volf - Janez Vodičar - Mirko Vrčkovnik - Matjaž Vrhunc - Martin Vrviščar - Stanko Vučko - Peter Zakrajšek - Anton Zigmund - Bogdan Zupan - Bogomir Zupančič - Franc Žižek

- 1. junij 1993 - Ivan Lakovšek - Viktor Brglez

- 19. maj 1994 - Miloš Lisičar - Simon Setnikar - Danijel Sokač

- 1994 - Sandi Delač - Miran Magdič

- 30. december 1997 - Stanislav Praprotnik

- 27. oktober 1997 - Iztok Arbajter - Janez Bohar - Miran Bolko - Valter Boštjančič - Jernej Bračko - Miroslav Debelak - Franc Dovgan - Bojan Flajs - Ladislav Gjergjek - Alojz Globokar - Alojz Grabner - Miran Grahek - Matjaž Guček - Janez Hanžič - Roman Hartman - Andrej Hribar - Bogdan Hvala - Matjaž Irgl - Anton Kanduti - Danilo Kekec - Zdenko Korošec - Igor Krašovec - Renato Križanič - Janez Kukovič - Franjo Krištof Lapanja - Franjo Lautar - Igor Miklavčič - Lovro Novinšek - Tatjana Pečnik - Marino Perich - Vladimir Pravdič - Simon Presekar - Dušan Renar - Igor Režek - Gregor Ribnikar - Franc Rudolf - Niko Rudolf - Bojan Siega - Marjan Starič - Marijan Strehar - Stojan Zabukovec - Franc Zagorc - Damijan Zavrl - Aleš Žibert - Roko Živkovič

- 10. november 1997 - Mladenko Badjuk - Bojan Berlot - Stanislav Brumec - Daniel Bunderl - Franc Hameršak - Tomaž Iglič - Zdravko Jug - Karel Juh - Julijan Kren - Tomaž Luštrek - Valter Mavrič - Radivoj Olivio - Marija Petrovič - Bojan Pipenbaher - Larisa Pograjc - Jožica Rakovec - Jurij Schmit - Tatjana Šircelj - Bruno Veškovo - Mateja Žitnik

- 11. maj 1998 - Ivo Birsa - Zajedin Bitić - Dušica Bizjak - Janko Bobnar - Božo Božovič - Jožef Breznik - Matjaž Breznikar - Jožef Budja - Nataša Cankar - Drago Cipot - Miran Čadež - Slavko Dekleva - Janez Dobravec - Ljubomir Dražnik - Branko Đukić - Dimitrij Fabčić - Bojan Farič - Maksim Garmut - Alojz Gerbes - Janez Golias - Dean Groff - Aleksandra Habič - Alojzij Husar - Alojzij Jereb - Eduard Jurhar - Andrej Kavčič - Damijan Kelenc - Andrej Kocjan - Peter Kogovšek - Ana Kokalj - Slavko Korenič - Bojan Kovačič - Marija Kreft - Ivan Krevzel - Juraj Krnjak - Vojko Ličen - Peter Likar - Venčeslav Lorbek - Rudolf Makuc - Jože Mevec - Boštjan Mihelčič - Leon Mihelič - Tomaž Mihelič - Rajko Miklavc - Stanislav Miklavčič - Aleksander Narad - Miroslav Nareks - Milan Oblak - Bogdan Ogrinec - Feliks Papež - Darko Perhaj - Jožef Perko - Natalija Plestenjak - Tomaž Pörš - Marko Pogorevc - Rajko Ravnikar - Silvester Razstresen - Drago Rot - Miloš Sajovic - Vladimir Savarin - Ludvik Seničar - Nedeljko Sofranič - Dejan Stančič - Boštjan Starina - Roman Tišov - Zdenko Udovič - Zdenko Uzelec - Alojz Venturini - Janez Vodeb - Ivan Zalar - Matjaž Zamuda - Rajko Zlaković - Branko Zupan - Marjan Zupančič - Igor Žežlin - Branko Žiher

- 1. september 1998 - Tomislav Komac - Darko Ščavničar - Uroš Trinko

- 20. avgust 1998 - Norbert Wiebe

- 19. oktober 1998 - Leo Ban - Vida Barl - Božidar Belšak - Klemen Beras - Aleš Centa - Mitja Cotič - Rajmund Čerček - Matjaž Dimc - Marino Dobrinja - Tadej Drobnič - Tomislav Drolc - Mladen Erjavec - Ignac Erman - Pavel Genc - Bojan Golič Derenčin - Branko Gorše - Aleksandra Gričar - Tatjana Hace - Boško Haupt - Janja Helbing - Vladimir Hren - Žarko Hrobat - Simon Jerončič - Vjekoslav Jurčan - Robert Klančar - Bojan Klobčar - Miran Kolman - Sonja Kožar - Milena Kredar - Albert Lakota - Robert Lenarčič - Silvo Leščanec - Polonca Levak - Peter Logar - Stanko Malnar - Peter Mihalinec - Jožef Miholič - Igor Mihovilović - Aleš Miklavčič - Hilda Milas - Ida Naglič - Alojz Naveršnik - Marjan Orač - Ludvik Ožvald - Vincenc Peterca - Renato Petrič - Marko Pirc - Branko Podbrežnik - Ivan Poklar - Borislav Polajnar - Marko Prezelj - Jurij Primšar - Leopold Puglej - Ksenija Rozman - Marjan Jožef Ručigaj - Matjaž Sedmak - Igor Seles - Đuro Sitar - Gorazd Šegula - Milan Špacapan - Fanika Španič - Matjaž Špilar - Albin Tepeh - Suzana Tkavc - Vida Tolar Petrovič - Stanko Trpin - Marija Ulcej - Sabina Užmah - Djino Vareško - Peter Vaš - Stanko Vedlin - Ljubo Vidmar - Janez Vodopivec - Ljubo Vošnjak - Milan Vouri - Bojan Završnik - Jožef Žišt - Franc Željko Županič - Kristjan Jožef Žvar - Miloš Žvokelj

- 4. november 1998 - Bojan Vavtar

- 20. november 1998 - Franc Andric - Janez Belec - Borislav Budin - Janez Drobnič - Milan Frankovič - Branko Garafolj - Tatjana Golja - Franci Grošelj - Sašo Jankovič - Anton Joras - Jožef Jurša - Vincenc Kmetec - Marjan Kokol - Mateja Kovač - Anton Lazar - Marčela Novljan Lovrinčič - Jelka Madžgalj - Miroslav Medved - Ivo Mikluš - Miriam Teresa Možgan - Ana Ošlovnik - Albert Podpečan - Anton Rački - Božo Rkman - Jožef Rojec - Boštjan Tomc - Marko Tušar

- 7. april 1999 - Jožef Landeker - Franjo Lipovec - Bojan Lunežnik

- 12. maj 1999 - Peter Adamič - Jože Arko - Peter Atanasov - Branko Babič - Marjan Bagari - Marjan Balant - Robert Baliž - Matej Beke - Franko Beltram - Pavel Bizjak - Dušanka Božič - Mirela Božič - Uroš Brenčič - Marko Brus - Janez Capuder - Igor Cebek - Drago Cesar - Jožef Ciglar - Tomi Simprič - Branko Čož - Damir Črnčec - Iztok Dekleva - Alma Dimnik - Tugomir Erker - Lojze Fink - Viktorija Fornazarič - Alfred Furlan - Gregor Garb - Marko Gričar - Primož Habič - Marjan Horvat - Vinko Hrovat - Danica Humar - David Humar - Peter Jager - Anton Jan - Jože Jarc - Danilo Jazbec - Josip Jelušić - Bogdan Jenko - Ivan Jernejčič - Jožef Jerončič - Miroslav Jug - Sašo Jug - Damjana Jurkovič - Jožef Kadunc - Daniel Kirbus - Mihael Klavžar - Roman Klepec - Tomaž Klinar - Aldo Knafelc - Robert Kobak - Frančišek Kočar - Albert Kočevar - Tamara Kogoj - Slavko Kolar - Srečko Kolarič - Simon Korez - Martina Korošec - Tanja Korošec - Matjaž Košelnik - Jože Košir - Marko Košir - Rado Košir - Matjaž Koštrun - Mladen Kovačić - Borivoj Kovačič - Simon Kožuh - Mojca Kralj - Branko Kromar - Ivan Krušec - Andreja Lavrič - Dušan Lazar - Jože Lebar - Miran Loparec - Danica Lužnik - Božo Majcen - Roman Medved - Igor Mestek - Darko Meznarič - Bojan Mikuš - Zdenka Močnik - Dušan Moštrokol - Jadran Mršnik - Sonja Muzlovič - Drago Navršnik - Igor Oblak - Igor Papež - Siniša Pavčič - Stanislav Pavelšek - Aleš Petek - Robert Petek - Bogdana Pfeifer Cesar - Aleksander Planinc - Boris Ploj - Majda Podlogar - Simon Potočnik Lauko - Otmar Prevolšek - Jože Prislan - Jože Prvinšek - Miroslav Rauter - Darko Ravter - Branko Rek - Rihard Rolih - Nataša Rot - Rade Rot - Mirko Rožič - Lidija Rožmanec - Dragutin Sečan - Milan Sedevčič - Ramiz Selmani - Boštjan Slemenik - Marija Soklič - Laura Sosolič - Đuro Stankovič - Aleš Stepišnik - Mara Šabić - Jani Šalamon - Gregor Šebenik - Neža Škufca - Janko Šteh - Aleš Štimec - Jakov Šundov - Darja Šušel - Marjan Švajger - Stefan Tomanović - Anton Tunja - Janez Urbanc - Vilma Urlep - Milena Ušeničnik - Majda Vidic - Tomaž Visinski - Katja Vlaj - Aleš Zajc - Janez Zupančič - Dubravka Zupanec - Alojz Zupin - Franjo Žagar - Josip Žagar - Anton Železnik

- 28. maj 1999 - Steven Lee Mosteiro - Samuel Kingsbury Millett - Michael Thomas Missey

- 15. maj 1999 - Andrej Kalin - Jore Kranjc - Peter Poje - Gašper Poljankšek - Gregor Seme

- 30. julij 1999 - Enota SV Combined Endeavor

- 11. maj 2000 - Borut Angeli - Ivan Antunovič - Ivan Arh - Dušan Arko - Beno Arnejčič - Ivan Arnejčič - Edvard Arnuga - Aleš Avsec - Bojan Balantič - Gorazd Bartol - Robert Belovič - Joško Benetek - Ivan Bercko - Boštjan Berglez - Maša Bertok Duh - Iztok Beslič - Lado Blatnik - Edo Blekič - Ivan Bobovnik - Andreja Bogataj Markelj - Srečko Bogatec - Robert Bokavšek - Vesna Borko - Andrej Božič - Franci Bradeško - Boris Bratušek - Robert Brauc - Stanislav Brezar - Tomaž Brulc - Vojislav Bućan - Jure Bučar - Leon Buh - Majda Butinar - Marko Capuder - Roberto Carli - Borut Cesar - Karmen Cian - Franc Cizerl - Marija Čadež - Vinko Čančer - Mitja Čander - Darka Čemažar - Andreja Čarman - Anton Čertalič - Aljoša Deferri - Zoran Denac - Damjan Dimic - Vojko Dolenc - Vida Došenovič - Dragica Dovš - Sonja Drašler - Andrej Drnovšek - Miloš Dumić - Domen Fajdiga - Ožbalt Fajmut - Damjan Fartek - Viktor Felkar - Franjo Filipović - Tatjana Fireder Bučalič - Borut Flajšman - Marija Flis - Avgust Fortuna - Aleš Franjko - Darja Frlež - Janez Gaube - Milić Gazibara - Marija Glušac - Jože Gorenc - Irena Grahek Arnejčič - Jelka Grmek - Marjan Grom - Edvard Hajdinjak - Ervin Hartman - Zlatka Hasanica-Rabzelj - Biserka Hirci - Marija Hovnik - Mateja Hribar-Naglič - Janez Ilnikar - Dušan Ivančič - Dušan Jager - Mladen Janeš - Irena Janžekovič - Stanko Jarm - Dejan Jarni - Helena Javornik - Branko Junger - Matjaž Jurečič - David Justin - Zdravko Kac - Andreja Kapušin - Silvo Karo - Jernej Kavčič - Inge Kemperle - Stanka Kep - Anton Kerin - Danilo Klinar - Bojan Klopčič - Miroslav Knez - Stanislav Knežević - Igor Kobal - Tatjana Kobe - Robert Kohek - Vesna Končina - Stanislav Konda - Franc Koračin - Milan Korbar - Miodrag Korčulanin - Darinka Koren - Alenka Koritnik - Jožef Korošec - Miroslav Kos - Boštjan Jože Kosi - Jožef Koščak - Jože Košir - Edvard Kotnik - Srečko Kotnik - Matjaž Kovač - Tomaž Kovač - Dušan Kovačec - Draga Kovič - Borut Kozina - Slavko Kralj - Aleš Krek - Marija Krese - Zoran Kristan - Susan Margaret Kruh - Marjan Kučan - Darko Kučina - Tomaž Kurdija - Alenka Lah - Marjan Lahovič - Boštjan Lesjak - Zoran Leskovšek - Rajko Likar - Tatjana Lipovec - Franc Lorbek - Alojz Lovrin - Branko Lunder - Jože Lužar - Terezija Maček - Daniel Magdič - Vladimir Maher - Stojan Marn - Boris Marolt - Elvin Maršič - Srečko Martinuč - Aleš Matović - Peter Mauser - Marija Mehle - Janko Mikuletič - Sebastijan Milutinović - Jelka Mlinarič - Dimitrij Modic - Marija Mohar - Marjan Mozoli - Vojka Mršnik - Juta Nagode - Milan Narat - Borut Nečemar - Milena Novak - Irena Novinšek - Marina Ogorevc - Dejan Okovič - Matjaž Ostrež - Franc Ošljak - Boštjan Palčič - Danijel Pavletič - Blaž Pavlin - Boštjan Pavlin - Ingrid Pavlin - Matjaž Pavovec - Samo Pečan - Rok Pečar - Milan Pelko - Rupert Peršin - Roman Petek - Jernej Peternelj - Robert Peternelj - Stipo Petrušić - Jože Pilih - Vilko Pleteršek - Mihael Plevnik - Damjan Polak - Robert Polanc - Franc Požgaj - Franc Praznik - Bojan Predalič - Marta Prevolšek - Robert Puš - Ivka Pušavec - Jurij Raduha - Vekoslav Rajh - Aleš Rajšek - Ladislav Rakuša - Mihael Rauter - Bruna Ravnikar - Marijan Razboršek - Borut Rojc - Zlatko Rožman - Ivan Rupa - Miloš Sajič - Alan Saksida - Zorko Saršon - Marta Sedej - Matija Selčan - Aleš Semenič - Aleš Sila - Jože Sladič - Milan Slana - Janez Smolej - Iztok Stančič - Živko Stanič - Mojca Suhadolc - Franjo Suhadolnik - Ljubinka Šaula Fabijanič - Drago Šebalj - Igor Šepec - Nuška Šesek - Franc Šijanec - Darinka Škerbec - Gorazd Šraj - Vasja Štaman - Martin Štefanič - Tatjana Štef - Robert Štremfelj - Blanka Štrubelj - Tomislav Šumanovac - Ivan Tavčar - Stanko Tekavčič - Ivan Tell - Zdenko Terpin - Iztok Trček - Boris Trotošek - Branko Trstenjak - Toni Turšič - Branko Tušar - Klemen Udovič - Franko Uljančič - Marko Unger - Roman Urbanč - Iztok Urlavb - Boštjan Velikogne - Tomaž Venišnik - Karl Veršič - Valter Viler - Bojan Vinko - Draga Vinko - Iztok Virjent - Borut Vitek - Bernarda Volčanjk - France Volk - Lidija Vončina - Janko Vrbič - Franc Vučko - Pavel Vuk - Melita Vukovič - Darja Zajec - Milan Zalar - Branko Zbašnik - Marko Zidarn - Aleš Žagar - Damijan Žagar - Franc Žen - Roman Žeželj - Maks Žitko - Stanko Žitnik - Miroslav Žun - Zlata Weingerl Kresević

- 24. oktober 2000 - Edvin Ambrož - Darko Andrejašič - Franc-Pavel Baggia - Marjetka Bartol - Jožica Bastelj - Vladislav Benedičič - Klavdija Benet - Kristian Beršnak - Dragutin Biškup - Alojzija Bojnec - Sonja Bosina - Lah - Anton Božič - Maksimiljan Božnar - Boris Brelih - Darija Brinc - Liliana Brožič - Janja Brulc - Avguštin Burg - Branko Cojhter - Alfonz Cugmas - Robert Čanadi - Saša Čargonja - Vladimir Čeligoj - Zlatko Čibej - Vera Čoderl - Branko Dervodel - Stanka Drenik - Marija Drobež - Darka Erklavec - Ivan Ermenc - Uroš Ferenc - Helena Ferjančič - Nada Ficko - Ivo Frančič - Irena Frelih - Bojan Fritsch - Boris Gerzej - Jakob Golob - Branko Gorc - Peter Grah - Erna Hafner - Tadeja Hafner - Bogdan Horvat - Cvetka Horvat - Božislav Jamšek - Tomaž Jeršin - Boštjan Juras - Valter Jursinovič - Boris Klemenčič - Jože Kocijan - Bojan Kočevar - Jožica Kojadin - Sandi Kolbezen - Cveto Kolman - Mirko Komac - Marjetka Korenin - Elvira Košir - Franc Košir - Viljem Kovačič - Marija Kranjc - Edvard Krapež - Zoran Krebs - Franc Križman - Danica Kropf - Martin Kropivnik - Romeo Kroupa - Vlasta Kučiš - Branko Kurnik - Sonja Lebar - Franc Vladimir Levstek - Peter Levstek - Saša Ličar - Vinko Lubej - Ivan Maglica - Franc Majcen - Dejan Majer - Anton Marolt - Helena Marucelj - Marijan Mertelj - Vladimir Mihelič - Albin Mikulič - Rozalija Mikuš - Anton Mlakar - Andrej Molan - Nevenka Molk - Ivo Mramor - Aleš Nose - Janez Oblak - Franc Ofentavšek - Marino Ogrin - Jože Olič - Boštjan Oprešnik - Berta Ozimic - Silvester Ozimic - Uroš Paternus - Andrej Pečar - Sašo Peterlin - Bojan Pištan - Jože Plahuta - Janko Platiša - Simon Plemenitaš Grizila - Jože Podlesek - Boštjan Poklukar - Miroslav Potočnik - Dušan Prah - Janez Pretnar - Marko Prpić - Janez Pukl - Vladimira Pukl - Frane Radobuljac - Metka Rakuša - Dragutin Rečnik - Jožef Ribič - Srečko Skočir - Barbara Skubic - Cvetko Stane - David Stonič - Primož Strle - Joško Šilc - Stanislav Šimenko - Branko Škedelj - Jurij Škrlj - Matjaž Šmigl - Franc Šorn - Darko Špiljak - Tatjana Štefin - Boža Štrukelj - Tomaž Šveigl - Darko Tič - Bruno Toič - Anica Tratnik - Uroš Ulen - Ivan Vidmar - Slavica Vidrih - Saša-Aleksander Vilfan - Slavko Vlah - Matej Zakošek - Matjaž Zalokar - Jesenka Zorec-Boštjančič - Bojan Zupanc - Marjan Zupančič - Zoran Žele - Elizabeta Živkovič - Klavdija Žuber

- 14. maj 2001 - Damjan Antončič - Malan Auda - Melita Balek - Ludvih Baloh - Željko Barbarič - Valter Barba - Jože Baronik - Franci Bečan - Simon Benčina - Charles Benedejčič - Franci Berlan - Primož Bernard - Vlado Bevetek - Pepelka Bezjak - Miran Blaško - Boštjan Blažič - Slavko Blažič - Darko Bogatec - Andjelko Bogdanov - Boris Bolfek - Matjaž Bolko - Natalija Bončina - Boštjan Božnik - Špela Bračun - Bernard Bradeško - Janez Brancelj - Ana Bratuša - Boštjan Breznikar - Igor Brinar - Denis Brinovec - Damijan Brnelič - Helena Buček - Andrej Bukovec - Franci Bulovec - Branko Bunta - Irena Burgar - Dejan Burk - Damijan Cajhen - Robert Cerkvenič - Franjo Cesar - Matjaž Cimperman - Ladislav Cvahte - Urška Čakš Boh - Božidara Čekada - Koviljka Čenić - Radovan Čičković - Vojka Čoha - Jože Čop - Zvonimir Čretnik - Bogdan Čufar - Cvetko Daničič - Jurij Debevc - Matjaž Delalut - Lučka Djukič - Ciril Dolar - Miroslav Dolinšek - Aleš Dolšek - Veselin Dovgan - Pjeter Duhani - Jože Ekart - Jelka Erjavec - Andrej Fefer - Štefan Fekonja - Pavel Femc - Jure Ferbežar - Peter Ferjan - Breda Ferš - Borut Fertin - Mladen Filak - Štefan Franko - Maj Fritz - Ivo Furlan - Andrej Gajšek - Vesna Geržina - Anton Gole - Tomi Golob - Maksimiljan Gorenšek - Mira Gorenšek - Jože Goršič - Andreja Grašič - Majda Grbec - Boris Gregor - Dušan Gregorič - Boris Grivić - Branka Gros - Marko Grubar - Simon Gruber - Drago Grudnik - Leopold Hladnik - Lado Hočevar - Metka Hočevar - Boštjan Hožič - Matjaž Hrovat - Roman Hrovat - Marjan Hudin - Boris Humar - Valter Ilenič - Anica Ivanovič - Tomaž Jakša - Roman Jaške - Zoran Jankovič - Boris Janša - Vladimir Jarabek - Sonja Jekovec - Robert Jenko - Dominik Jerala - Ana Jereb - Marko Jeretina - Marija Jezernik - Marta Ježek - Gorazd Jordan - Dušan Juratovac - Dušan Juršič - Stanislav Kajba - Boštjan Kalan - Branko Kaluža - Gojko Kamenik - Robert Kastelic - Marjan Kavčnik - Janko Kavšek - Vida Kešnar - Kristijan Kikovič - Frank Celestin Kleva - Matjaž Klevže - Sonja Kljun - Gregor Kocjan - Vera Kocmur - Andrej Koderman - Damijan Kogej - Tatjana Kokalj - Anton Koler - Drago Korade - Karlo Korče - Marjan Korelc - Irena Korošec - Damijan Korpič - Mirjana Koršič - Janez Koselj - Jernej Kosmač - Ernest Košir - Uroš Koriš - Rolando Košmerl - Jože Kotar - Aleš Kotnik - Matjaž Kotnik - Aleksander Kovačič - Alojzij Kovačič - Marko Kovačič - Marko Kovačič - Zdenka Kovačič - Alojz Kovšča - Janko Kovše - Majda Kožman - Boris Kragolnik - Miran Kralj - Darko Kranjc - Jožef Kranjc - Tea Kranjc - Janez Kraševec - Anton Kreslin - Miran Križaj - Šime Kulonja - Bogdan Kumperger - Milan Kuret - Igor Lah - Iztok Leben - Anton Lesar - Bojan Leskovar - Iztok Leskovar - Ksenija Levak - Primož Lihteneger - Zdranko Likovič - Alenka Lisec - Roman Lovšin - Miran Krmelj - Dušan Kukovec - Sergej Kuzmin - Andrej Kvartuh - Igor Lanišnik - Lucija Larisi - Mladen Lujič - Teni Luskovec - Peter Maglica - Zvonko Maicen - Boris Majcen - Darja Majcen - Štefan Majcen - Cveto Majnik - Andreja Mali - Alojz Malik - Ivan Maljavac - Štefan Mally - Dušan Maltar - Lidija Mandič - Matjaž Markovič

- 15. oktober 2001 - Aleksander Andric - Bernard Lampe - Boštjan Pavčič - Dušan Pecman - Andrej Selan - Mihael Štembergar

- 24. oktober 2001 - Tomaž Ahej - Manica Arbeiter - Jože Balas - Štefan Balaško - Franc Barbič - Olga Bele - Bojan Benc - Liljana Bencik - Valerija Bernik Burja - Anton Bizjak - Miloš Bizjak - Vido Blažič - Zvonimir Bratun - Robert Breznik Džeko - Urška Bordnik - Valerija Bundalo - Matjaž Burger - Robert Ceglar - Brigita Cerkvenik - Dunja Čebulj - Istenič - Danilo Čerič - Peter Česen - Branko Češarek - Alen Debeljak - Stjepan Derk - Anton Dežman - Evgen Dolenc - Aleš Dornig - Janez Dresler - Stanislav Fabjančič - Nada Felc - Jožefa Frumen - Drago Glišić - Drago Gorenc - Nataša Gorjanc - Zmagica Grabić - Rok Grubar - Janez Hočevar - Robert Hočevar - Lidija Horvat Petek - Boris Hren - Boris Hrenk - Drago Hrobat - Maja Humar - Jožef Iglič - Milan Ivanuša - Stevan Ivasiv - Zdenko Jakopec - Peter Jelovšek - Franc Jeršin - Romana Jurkovič - Tom Nino Kastelic - Zvonko Kepa - Marko Kočevar - Zorica Kočić - Matija Kogovšek - Matjaž Kokoravec - Rudi Komac - Borut Kostevc - Marko Kotar - Danijel Kovič - Emil Kovačič - Goran Kozole - Emil Kragelj - Irena Kraljič - Ivan Križanec - Erik Kuper - Vojko Kuštrin - Dominik Ladič - Kamil Lasič - Vojko Leban - Rajko Leskovšek - Miroslav Lujić - Aleš Luznar - Simon Majer - Denis Medved - Bojan Mihalič - Vida Mikolič - Robert Mohorko - Ivan Moškon - Gabrijel Možina - Blaž Muhar - Ignac Naglič - Niko Novak - Cvetko Oblak - Dragica Orešek - Andrej Ovčar Kocjan - Bojan Ozvaldič - Matjaž Pavček - Ladislava Petrič - Anica Pezdirec - Franci Pivk - Tatjana Ponikvar - Marjan Potokar - Ivan Preskar - Igor Primc - Vesna Pucelj - Vidoje Radičevič - Robert Rantaša - Sašo Razdrih - Brigita Rebić - Andrej Reiser - Silvester Rojnik - Janez Rožanec - Robert Rupar - Anton Rupnik - Pavel Sanabor - Drago Selinšek - Silvester Semič - Alen Simonič - Miran Slapničar - Matjaž Sluga - Mirko Stopar - Dušan Sakič - Marko Šefman - Alojz Šekoranja - Dejan Šibilja - Boštjan Šivic - Zdenka Škrabec - Boštjan Škufca - Boris Šobak - Bernarda Šraj - Radmila Tojaga - Gorazd Tomc - Edvard Trček - Alojz Tretjak - Albert Trobec - Aleš Umek - Emil Urbanc - Igor Vah - Goran Varek - Anton Vereš - Zlatko Viher - Tomaž Vintar - Marko Volovlek - Darjo Zoran - Martin Zorec - Branko Zorenč - Alojz Zupančič - David Žagar - Milan Žagar - Ivanka Žilavec

- 8. maj 2002 - Tomaž Arko - Ljubica Baloh - Boštjan Baš - Boštjan Bavdek - Tomaž Benkovič - Peter Bergant - Malden Berger - Vlater Bizjak - Daniel Bogataj - Miran Bratina - Sonja Brvar - Zdravko Cahunek - Nikolaj Cigler - Jože Čamernik - Joko Čančar - Igor Čehovin - Grega Černe - Branko Česnik - Vojko Čuček - Oton Debenjak - Mauro Deferri - Tomaž Dolinar - Anton Donko - Martin Fabjan - Suzana Fister - Uršič - Alojz Fon - Jakob Fon - Andrej Franko - Janko Fras - Tatjana Gašparič - Vladimir Gašper - Teodor Geršak - Drago Gracar - Ervin Hatunić - Franc Hliš - Dušan Horvat - Darko Hrabar - Sabina Hribernik - Stojan Ipavec - Srečko Jurgec - Alep Kalan - Dušan Kavčič - Dušan Kerić - Matjaž Kobal - Roman Koci - Sašo Kompare - Ksenija Konjedič - Boštjan Korelc - Andreja Košir - Berta Kovač - Sebastjan Kovač - Tatjana Kovačevič - Vladimir Kovačič - Alojzij Krajnc - Milan Kranjec - Mojca Kropivšek - Janez Krošl - Matjaž Lapajne - Igor Ledinek - Martin Leskovar - Viktor Lesnika - Zdenka Marić - Valenton Marinko - Zvezdan Marković - Srečko Markuš - Christian Marot - Roman Masten - Dario Matkovič - Ivan Mavrin - Zlatko Mehić - Franci Mežan - Franc Miklič - Robert Mlakar - Andrej Mrak - Marija Mršić - Vesna Muhič - Zdenko Musar - Jurij Nahtigal - Janko Nose - Boštjan Novak - Franc Ostronič - Boris Ožbolt - Danica Papler - Marta Peklaj - Cvetko Perc - Samo Petelinc - Radko Petrović - Andrej Pisarević - Mateja Plankar - Franc Pleteršek - Igor Plevnik - Branka Pogačnik - Boštjan Posinger - Dragan Poslončec - Miroslava Potočnik - Slavko Prek - Bernarda Prešeren - Zvonko Puhanić - Marjana Rataj - Franjo Rebernak - Milan Remih - Neli Rožič - Jani Rudman - Alojz Rupnik - Ivana Rutar - Miran Salobri - Janko Slavec - Viljem Slivnikar - Tatjana Sok - Lidija Sršen - Zlatko Stančič - Darko Sušnik - Marjeta Šinigoj - Srečko Škerlak - Darko Škrlec - Zdravko Špelić - Branko Špiler - Aleksander Štampar - Daniel Šuler - Aleksander Šustar - Darko Taseski - Mateja Tekavčič - Vitomir Tomažič - Uroš Tomc - Elizabeta Tome - Igor Tomše - Franc Toš - Lidija Trebše - Majda Trugar - Mihael Turin - Robert Udovič - Anton Ugrin - Ljubomir Vasilevski - Margita Vehovec - Franc Vodopivec - Boris Volčič - Ivan Zadravec - Vida Anica Žerjal

- 8. maj 2004 - Renato BREZNER
- 8. maj 2009 - Andrej SELAN